# みをつくし料理帖
『みをつくし料理帖』（みをつくしりょうりちょう）は、髙田郁による日本の時代小説シリーズ。全10巻。ハルキ文庫（角川春樹事務所）より2009年5月に第1作『八朔の雪 みをつくし料理帖』が刊行され、2014年8月刊行の第10作『天の梯 みをつくし料理帖』にて完結した。
登場人物のその後を描いた特別巻『花だより みをつくし料理帖 特別巻』が2018年9月に刊行されている。
2012年および2014年にテレビ朝日にて北川景子主演でスペシャルドラマ化、2017年および2019年にNHKにて黒木華主演で連続ドラマ化。また、角川春樹の監督、松本穂香主演で映画化され、2020年10月16日に公開された。

## 概要
江戸に下ってきた大坂出身の料理人・澪が、東西の味の好みや水の違いに苦心しつつも徐々に道を切り拓き、料理を通じて人を幸せにしていく姿を描く。作中には江戸の食事情が盛り込まれ、作中に登場する料理を著者が試行錯誤を重ねつつ実際に作ったレシピを「澪の料理帖」と題し巻末に収録している。
大坂と江戸の対比は、兵庫県で生まれ育った著者が進学のため東京に来て「8枚切りの食パン」 や「中濃ソース」 を初めて目にして驚きを感じた実体験がベースとなっており、「江戸時代ならさぞや」と思いを馳せて、大坂から江戸に下った主人公の「初めての江戸」の体験を読者が一緒に楽しめるようにと作品が構想された。大阪と東京を往復ししつつそれぞれの図書館の資料や司書・学芸員への取材をもとに時代考証を行い、作中に登場する料理は著者自身がすべて実際に作り再現している。原稿を担当編集者に送付する際に料理写真を添付したところ「お腹が空きます」「美味しそうです」と言われたことをきっかけに、「それならレシピもつけましょうか」と巻末にレシピ集「澪の料理帖」を収録するに至った。
第1作の刊行当初より書店員からの支持を受け、2009年の「歴史・時代小説ベスト10」（『週刊朝日』）、「最高に面白い本大賞! 文庫・時代部門」（『一個人』）、「第2回R-40本屋さん大賞 文庫部門」（『週刊文春』）において第1位を獲得。30〜60代女性を主な読者層として版を重ね、シリーズ累計の発行部数が190万部を突破した2012年には『この時代小説がすごい!文庫書き下ろし版』（宝島社）で第1位となり、テレビ朝日にて北川景子主演によりテレビドラマ化。全10巻で300万部を超える大ヒットシリーズとなった。
2021年には累計発行部数が400万部となったが、これは角川春樹の深層心理を突いた戦略によるものが大きく、第1作発行の段階で、「初版」「2刷」「3刷」「4刷」「5刷」と奥付表記が変更されたものが5千部ずつ、合計5万部が発行されている。これは作品が版を重ねて売れていると読者に思い込ませるためであり、書店には初版から5刷までが同時に並び、取次店からクレームが入る事態となったという。

## あらすじ
享和2年（1802年）の水害で両親を亡くし天涯孤独の身となった少女、澪は、大坂随一の名店と謳われる料理屋「天満一兆庵」の女将、芳に助けられ奉公人として勤め始める。やがて天性の味覚を主人の嘉兵衛に見込まれた澪は、厳しい修業に耐え、着実に腕を磨いていくが、隣家からの延焼で店は焼失してしまう。江戸店を任せていた息子の佐兵衛を頼って江戸へやって来た3人を待ち受けていたのは、佐兵衛が吉原通いで散財し店を潰し、行方をくらませているという報せだった。
度重なる心労により、嘉兵衛は「天満一兆庵」の再興を澪と芳に託して亡くなってしまう。店の再興と佐兵衛の行方探しを胸に、慣れぬ土地で芳と暮らしながら働き始めた澪は、「祟る」と噂され荒れ果てた小さな稲荷を1人で整えた姿を見込まれ、蕎麦屋「つる家」の主人・種市に店で働かないかと誘われる。
上方との味の違いから、当初は澪の作る料理は評判が良くなかったが、様々な人の助けを得て様々な新しい料理を考案し、愛し合った小松原との別れや、料理人仲間である又次の死などの悲しみを乗り越えながら、「つる家」を江戸で評判の店へと成長させていく。
そんな中、澪は、吉原で幻の花魁と呼ばれているあさひ太夫が、水害で行方不明になった幼なじみ、野江であることを知る。いつしか澪は、自分の料理で評判を取り、その売り上げであさひ太夫を身請けするという、とてつもない夢を抱くようになる。そして、その夢の実現のため、「つる家」を辞めて新しい道に進むことになった。
「つる家」を離れた澪は、あさひ太夫の客である摂津屋らの力を借り、あさひ太夫を吉原から取り戻すことに成功する。澪は、野江に戻ったあさひ太夫と、長年澪に恋心を寄せ、見守ってくれていた医師の源斉とともに故郷である大坂へ戻り、新しい人生を切り開くこととなった。

## シリーズ一覧
角川春樹事務所〈ハルキ文庫〉より刊行されている。各巻の巻末には、各話で取り上げられる料理のレシピ「澪の料理帖」が掲載されている。
1. 八朔の雪 みをつくし料理帖（2009年5月15日発売、ISBN 978-4-75843403-4）
  - 狐のご祝儀―ぴりから鰹田麩……文化9年11月の話
  - 八朔の雪―ひんやり心太……文化10年8月の話
  - 初星―とろとろ茶碗蒸し……同年9月 - 11月の話
  - 夜半の梅―ほっこり酒粕汁……同年12月 - 文化11年1月の話
2. 花散らしの雨 みをつくし料理帖（2009年10月15日発売、ISBN 978-4-75843438-6）
  - 俎橋から―ほろにが蕗ご飯……文化11年春の話
  - 花散らしの雨―こぼれ梅……同年3月の話
  - 一粒符―なめらか葛饅頭……同年4月の話
  - 銀菊―忍び瓜……同年5月の話
3. 想い雲 みをつくし料理帖（2010年3月15日発売、ISBN 978-4-75843464-5）
  - 豊年星―「う」尽くし……文化11年6月の話
  - 想い雲―ふっくら鱧の葛叩き……同年6月 - 8月の話
  - 花一輪―ふわり菊花雪……同年8月 - 9月の話
  - 初雁―こんがり焼き柿……同年10月の話
4. 今朝の春 みをつくし料理帖（2010年9月15日発売、ISBN 978-4-75843502-4）
  - 花嫁御寮―ははきぎ飯……文化11年10月の話
  - 友待つ雪―里の白雪……同年11月の話
  - 寒紅―ひょっとこ温寿司……同年11月 - 12月の話
  - 今朝の春―寒鰆の昆布締め……同年12月の話
5. 小夜しぐれ みをつくし料理帖（2011年3月15日発売、ISBN 978-4-75843528-4）
  - 迷い蟹―浅蜊の御神酒蒸し……文化12年1月 - 2月の話
  - 夢宵桜―菜の花尽くし……同年2月 - 3月の話
  - 小夜しぐれ―寿ぎ膳……同年3月 - 5月の話
  - 嘉祥―ひとくち宝珠……同年5月の話
6. 心星ひとつ みをつくし料理帖（2011年8月10日発売、ISBN 978-4-75843584-0）
  - 青葉闇―しくじり生麩……文化12年6月 - 7月の話
  - 天つ瑞風―賄い三方よし……同年8月の話
  - 時ならぬ花―お手軽割籠……同年9月の話
  - 心星ひとつ―あたり苧環（おだまき）……同年10月の話
7. 夏天の虹 みをつくし料理帖（2012年3月15日発売、ISBN 978-4-75843645-8）
  - 冬の雲雀―滋味重湯……文化12年11月 - 12月の話
  - 忘れ貝―牡蠣の宝船……文化13年1月 - 2月の話
  - 一陽来復―鯛の福探し……同年3月の話
  - 夏天の虹―哀し柚べし……同年4月 - 5月の話
8. 残月 みをつくし料理帖（2013年6月15日発売、ISBN 978-4-7584-3745-5）
  - 残月―かのひとの面影膳……文化13年6月 - 7月の話
  - 彼岸まで―慰め海苔巻……同年7月 - 閏8月の話
  - みくじは吉―麗し鼈甲珠……同年閏8月 - 9月の話
  - 寒中の麦―心ゆるす葛湯……同年9月 - 10月の話
  - 秋麗の客　（特別収録）……同年9月の話
9. 美雪晴れ みをつくし料理帖（2014年2月18日発売、ISBN 978-4-7584-3804-9）
  - 神帰月―味わい焼き蒲鉾……文化13年11月の話
  - 美雪晴れ―立春大吉もち……同年12月 - 文化14年1月の話
  - 華燭―宝尽くし……同年1月 - 2月の話
  - ひと筋の道―昔ながら……同年2月の話
  - 富士日和　（特別収録）……同年2月の話
10. 天の梯 みをつくし料理帖（2014年8月9日発売、ISBN 978-4-7584-3839-1 この巻をもって完結となる[11]）
  - 結び草―葛尽くし……文化14年8月の話
  - 張出大関―親父泣かせ……同9月 - 12月の話
  - 明日香風―心許り……文化15年1月 - 2月の話
  - 天の梯―恋し栗おこし……同年3月 - 文政元年4月の話

- みをつくし料理帖 完結記念ケース入りセット（2014年8月9日発売、ISBN 978-4-75843844-5）
- みをつくし料理帖シリーズ12冊セット[注 3]（2018年10月1日発売、ISBN 978-4-75844210-7）

## 関連書籍
- みをつくし献立帖（2012年5月15日発売、ISBN 978-4-75843661-8）
作中に登場しないレシピや「つる家」の間取り、著者のエッセイ、澪と野江の子供時代の短編「貝寄風」などが収録されている。
- 花だより みをつくし料理帖 特別巻（2018年9月3日発売、ISBN 978-4-75844197-1）
澪が大坂へ戻った後の文政5年（1823年）春から翌年初午にかけての登場人物たちのその後の物語を描く。
  - 花だより
  - 涼風あり
  - 秋燕
  - 月の船を漕ぐ

## 登場人物
年齢は初登場時に準ずる。また、本編の他、特別巻「花だより」中のエピソードについても言及する。

### 主要人物
澪（みお）
神田御台所町（後に俎橋そばの元飯田町へ移転）の料理屋「つる家」の料理人。大坂の出身で、卯年生まれ（寛政7年（1795年）生まれ）の18歳。
享和2年（1802年）、8歳の時、高名な易者水原東西に、「苦労の多い人生だが、その苦労に耐えて精進すれば、必ず青空が拝める“雲外蒼天（うんがいそうてん）”の運命にある」と予言される。
同年7月に起きた淀川の水害で、漆塗師の父伊助と母わかを一度に亡くし、天涯孤独となる。変わり果てた町をさまよい、空腹から盗みを働いて折檻されていたところを、「天満一兆庵」の女将、芳に助けられ、そのまま店の奉公人になる。女衆（おなごし＝案内やお運び）として数年務めた後、天性の味覚を嘉兵衛に見込まれ、板場に入って料理人としての厳しい修業を積んでいく。
「天満一兆庵」を火事で失い、江戸に出てからは、神田金沢町の長屋に芳と共に暮らしていた。後に、芳が柳吾の後妻となる直前、共に「つる家」に住み込みとなった。
丸顔で、眉は下がり気味、鈴のような眼、小さな丸い鼻は上向き。緊迫感のない顔をしており、芳からはよく「叱り甲斐がない」と言われるが、料理のこととなると感情を抑えられず、表情に出てしまう。
水害で両親が流されるのを目の当たりにしたトラウマで、今でも雨の降る日は気を失ってしまったり、夜は震えが止まらずなかなか寝付けなかったりすることがある。
時々来店し、的確な助言を与えてくれる小松原に恋をするが、彼の正体が手の届かない存在であると分かってからは、想いを秘め、せめて心のこもった料理を食べてもらいたいと心に決める。
不正を働いた御膳奉行が切腹したという噂を聞き、それが小松原ではないかと心配しながら料理をしたため、包丁で左手の人差し指と中指を深く傷つけてしまう。後遺症で2本の指がうまく曲がらなくなり、通常の料理にはほとんど支障がないものの、細かい細工が難しくなってしまった。
後に数馬（小松原）に求婚され、一旦は受け入れるものの、やはり料理の道を捨てられずに別れを告げる。その悲しみが原因で、一時は匂いと味が分からなくなってしまったが、吉原大火がきっかけで回復した。
江戸に出てきた当初は、いつか芳の息子、佐兵衛を探し出して、再び「天満一兆庵」の暖簾を掲げることを夢見ていた。しかし、あさひ太夫が親友野江であることを知り、清右衛門にそそのかされて、あさひ太夫を自分が身請けするというとてつもない夢を抱くようになった。その思いを知った種市から、翁屋の仮宅営業が終わる頃をめどに「つる家」を辞め、さらに大きな働きができる道に進むよう促された。「つる家」を離れたあとは、一柳に来るようにという柳吾と芳の誘いを断り、元飯田町に店を開き、惣菜を商いながら、吉原「翁屋」に鼈甲珠を納めた。
長年澪を見守り、支えてくれた源斉の恋愛感情には気付き、自分も源斉を慕う気持ちを深めていったが、数馬との恋が多くの人を傷つけて終わったことで、二度と恋をしないと自制していた。しかし、美緒の励ましもあり、源斉の求婚を受け入れ、あさひ太夫（野江）の落籍後に大阪に戻り、同じく大坂で医塾創設を目指す源斉と結婚することになった。
あさひ太夫の馴染み客である摂津屋らの力を借りて、鼈甲珠の作り方を「翁屋」に売り渡す引き替えに野江を取り戻すことに成功すると、野江と共に故郷大坂へ戻っていった。
当初は、北鍋屋町に「みをつくし」 という店を構えていたが、文政5年 に九州から東海道にかけて大流行したコレラにより大家の庄蔵が亡くなり、後を継いだ息子の意向で立ち退きを迫られた。さらにコレラ患者を一人も救えずにうつ状態に陥った源斉の看病もあって、一時休業を決意する。食欲を無くした源斉は、澪の作る料理にほとんど箸を付けなかったが、澪がかず枝に手紙で作り方を教わった江戸味噌を使った味噌汁を作ったところ、源斉の食欲も生きる意欲も回復していった。この経験により、澪は食事によって病に負けない強い身体を作ることを志向するようになる。そして、翌年の如月に、四ツ橋に新しく店を開いた。
最終話巻末付録の文政11年版料理番付では、四ツ橋の「みをつくし」という店の「病知らず」という料理が、西の大関位を獲得している。
芳（よし）
「天満一兆庵」の元女将。48歳。澪からは大坂での奉公先の女将の呼び名である「ご寮（りょん）さん」と呼ばれる。
息子、佐兵衛の行方不明と、夫、嘉兵衛の死とが相次ぎ、心労による脈の乱れから寝込むことが多かったが、後に回復して「つる家」で接客係として働き始める。嘉兵衛が残した数々の言葉や料理人としての心構えを澪に伝え、澪を精神的に支えている。
当初は、佐兵衛を探し出して澪を嫁に迎え、「天満一兆庵」を再興することを夢見ていたが、ようやく再会した佐兵衛が料理人に戻る気はないと宣言したため、その夢はあきらめた。
「一柳」の店主、柳吾に、澪の嗅覚と味覚の障がいや、鯛の粗の入手先などについて相談している内に心引かれるようになっていき、柳吾の看病がきっかけで、さらにその思いを深くしていった。そして、後添いに迎えたいという柳吾の申し出に涙で答えた。
柳吾と結婚後は、「一柳」の女将として采配を振るい、客からの評判も良い。
小松原（こまつばら）／小野寺 数馬（おのでら かずま）
「つる家」の常連客の浪人で、卯年生まれの30歳。澪のことを「下がり眉」と呼ぶ。
江戸の味に慣れていない澪の料理を「面白い」と評したり、基本がなっていないと助言したりして、澪の成長に一役買う。特に「あれこれと考え出せば、道は枝分かれする一方だ。よいか、道はひとつきり」という言葉は、何度も澪の迷いを取り除いた。
その正体は、将軍徳川家斉からの信頼も厚い若年寄で、御膳奉行を兼任する小野寺数馬であり、料理の世界に精通している者からは、畏敬の念を込めて「土圭（時計）の間の小野寺」と呼ばれている。「小松原」は母の旧姓。将軍に供する料理の研究も兼ねて、義弟の別宅を拠点に浪士の形で江戸中の店を食べ歩いている。
仕事柄、嫌と言うほど味見をさせられている生姜と鱚 が苦手。
妹と母の後押しにより澪を妻に望んで、一旦は話が進んでいたが、澪が料理の道を捨てられないことを知ると、初めて澪の名を呼び、「その道を行け」と励ます。そして、体面を重んじる武家社会の攻撃から澪を守るために、出世のために恋仲だった町娘を捨てた不実な男を演じて、有力旗本の縁者に当たる娘、乙緒を嫁に迎えた。
後に、たまたま「相模屋」紋次郎と茶屋で知り合い、澪の作った「琥珀寒」をお裾分けしてもらって、澪が料理人としての道を着実に進んでいることを知った。
「つる家」を離れた澪が、幕府徒士のために作った弁当が城内で評判になったが、それに興味を持ち、永田陶斉を通じて密かに取り寄せようとした御膳奉行がいた。明言されていないものの、それが数馬であることが示唆されている。
佐兵衛がご禁制の「酪」 を作ったとして自訴した際は、彼を庇う発言をし、そのおかげで佐兵衛はお目こぼしとなる。それを知った澪が数馬の屋敷の近くに向かい、密かに手を合わせると、たまたま数馬が現れ、互いに無言で見つめ合った。その際、紙張り太鼓を抱えていたことから、子が生まれたのだと澪は思う。
自身が心の内を表に表さず、言葉を尽くして理解してもらおうともしない性格のため、同じような性格の乙緒も自分と同じだと思い込んで、その心をくもうとしなかった。しかし、母が乙緒に遺した「岡太夫」の遺言を通して、努力して相手の気持ちを掘り起こし、関係を育てることの大切さを教えられ、乙緒と互いに心を通わせ始めた。
永田 源斉（ながた げんさい）
神田旅籠町の町医者で、25歳ほどの年齢。御典医、永田陶斉（とうさい）の次男。母の名は、かず枝。
化け物稲荷でお参りしていた時に倒れた芳を診察して以降、たびたび「つる家」を訪れるようになる。そして、医者の立場から澪に料理のヒントを与え、励ましている。
両替商、「伊勢屋」久兵衛から、娘美緒との縁談を持ちかけられたが、今は医学に精進したいので妻帯はしないと断った。しかし、澪が数馬と結婚することになったと知ったときには、祝福しつつも雨の中傘を忘れて行った。美緒や種市らは、源斉が澪に恋心を抱いていることに気付いている。
「翁屋」の楼主夫妻の主治医であり、怪我をしたあさひ太夫の治療も行なったことから、又次が死んで後、あさひ太夫に澪の作った弁当を届ける役を買って出た。
澪が、自分はどのような料理人を目指せばいいかと迷っていたとき、彼女がすでに食べる人の心と身体を健やかに保とうと心がけていることを指摘し、「食は、人の天なり」を体現できる希有な料理人であることを保証して、迷いを取り去った。
御典医に推薦されるが、「身分にかかわりなく、病に苦しむ人を救いたい」との思いから辞退し、さらに士分を捨てて町娘である澪との結婚を望んだことで永田家とは絶縁する。その後は医塾創設のために大坂へ向かった。
文政5年のコレラの大流行の際は、一人も救うことができず、自分を責めてうつ状態に陥った。当初は、澪の作る料理もほとんど喉を通らなかったが、子どもの頃から慣れ親しんだ江戸味噌を使った味噌汁によって、食欲も生きる意欲も回復していった。そして、店を一時休業していた澪に、営業再開を促した。
あさひ太夫（あさひたゆう）／野江（のえ）
「翁屋（おきなや）」の花魁。上方出身で、吉原一と謳われる美貌と美しい唄声を持つと言われるが、表にはいっさい姿を現さないため、実在を疑う者も多く「幻の花魁」と呼ばれている。
禿から新造になる際、摂津屋など3名の御用商人が、身請け金としてそれぞれ4千両ずつ、計1万2千両を「翁屋」に預け、いずれあさひ本人に身請け先を決めてもらうことになった。そのため、この3名以外はあさひ太夫と遊ぶことができない。そして、大きな商いの前にあさひ太夫と枕を交えれば、決してしくじらないと信じられている。他の遊女たちは、その別格の扱いに嫉妬を感じながらも、あさひ太夫の人となりを敬愛している。
その正体は、大坂で唐高麗の渡来品を商っていた「淡路屋」の末娘、野江で、澪と同い年の幼なじみ。幼い頃から美人で評判だった。易者水原東西に、「旭日昇天（きょくじつしょうてん）」という天下取りの強運の相の持ち主であると予言された。しかし、水害によって家族と店を失い、自身も記憶を失ってしまった。そして、女衒の卯吉にだまされて翁屋に売り飛ばされてしまったのである。
料理番の又次に頼んで、澪の作る料理と上方の話を持ち帰ってもらった際に、澪がかつての幼なじみであると気付き、「つる家」が放火されて気落ちし意欲を失った澪に、又次を介して10両 という大金を託し、澪が再び料理への情熱を取り戻すきっかけを与えた。
澪との友情のしるしとして、蛤の貝殻を片方ずつ持っている。
最終話で澪が4千両を用意して落籍された。しかし、女が女を落籍したとなると、江戸中の評判になり、ずっと野江が好奇の目に晒されることを恐れた澪の発案で、再興した実家の「淡路屋」が落籍したことになった。その後、澪と共に大坂に旅立った。
大坂で「淡路屋」を再興した後は、眼鏡の販売を中心に商売を展開し、順調に売り上げを伸ばしている。当時の大坂には、「女名前禁止」（女は家持ちにも店主にもなれない）という掟があったが、野江の場合、水害で家族を失った娘が店を再興するという事情により、婿を迎えるまで3年の猶予を与えられた。その期限が迫る中、摂津屋には番頭の辰蔵との結婚を勧められていたが、又次を死なせてしまった後悔によりなかなか一歩を踏み出せないでいた。しかし、辰蔵の真心に触れ、結婚を決意した。

### つる家
種市（たねいち）
蕎麦屋「つる家」の店主。64歳。
17歳で亡くなった娘、つるの墓参りの帰り道、祟ると噂されて荒れ果て「化け物稲荷」と呼ばれていた小さな稲荷を掃除している澪の姿が娘に重なり、煮売り居酒屋の洗い場で働いていた澪を自身の店に誘った。
上方風の味付けや調理法を否定され落ち込む澪を、たとえ材料が無駄になろうとも決して叱責することなく温かい目で見守り続けた。後に腰を痛め、蕎麦打ちができなくなったため、屋号はそのままに澪に店を任せ、自身は食材の仕入れを担当している。
付け火によって店が焼失した時には、生きる気力さえ失ったような状態に陥るも、何とか復帰し、元飯田町の九段下に新たに店を構える。
澪の料理の味に感激した際に発する「こいつぁいけねえ、いけねぇよぅ」が口癖。
清右衛門から、澪とあさひ太夫の関係と、澪があさひ太夫を身請けしようとしていることを知らされ、澪を「つる家」からさらに大きな仕事ができる場に送り出すことを決意した。
澪が大阪に戻った4年後、水原東西の偽物の占いにより、来年の桜は見られないと思い悩み、死ぬ前に澪に再会したいと思い立つ。そして、清右衛門や坂村堂と一緒に大坂に向かった。途中、箱根で本物の水原東西に出会い、「保齢長命」の相だと言われて安心するが、持病の腰痛を起こして江戸に戻らざるを得なくなった。しかし、その翌年、再び大坂に向かい、澪と念願の再会を果たした。
おりょう
澪と芳が暮らす長屋の向かい部屋に住む大柄な女性。48歳（芳と同い年）。
5歳年下の夫、伊佐三と、火事のショックでしゃべれなくなった息子、太一との3人暮らし。自分の産んだ子ではない太一のことを、実の息子同様にかわいがっていて、なんとか話せるようになることを願っている。太一のことになると我を忘れてしまうことがある。
夫共々、江戸に頼る者のいなかった澪たちの支えとなってくれている。そして、澪の料理が評判になって客が増えた「つる家」で、接客を手伝うようになった。
太一からうつされた麻疹で生死の狭間をさまよい、しばらく「つる家」の手伝いを休んだことがある。また、伊佐三の親方が卒中風で倒れたときも、看病のために一時期手伝いを休んだ。後に長屋を出て、一家で親方の家に引っ越したが、引き続き「つる家」の仕事は続けている。
ふき
「つる家」が元飯田町に移った後、下足番として雇われた少女。13歳。
父の茂蔵（しげぞう）は、煮売り屋だった頃の「登龍楼」の料理人だったが、人に騙されて莫大な借金を背負う。その返済のために無理をした父が死に、母も後を追うように亡くなる。その後は、弟と共に「登龍楼」に引き取られ、下働きをしていた。
「登龍楼」の板長、末松の差し金で「つる家」の下足番となり、澪が考案中の新しい料理のアイディアを横流しするが、後に改心し澪を実の姉のように慕う。澪のことは「澪姉さん」と呼ぶ。
「翁屋」の料理番である又次のことは、当初は強面と暴力故に恐れを感じていたが、その優しさに触れるにつれて心を開くようになり、又次が2カ月間「つる家」を泊まり込みで手伝った際には、料理の手ほどきを受けた。そして、又次が死んでからは、澪の指導で料理を手伝うようになった。
登龍楼で働く6歳下の弟、健坊のことをいつも気にかけている。栗鼠のような大きな前歯が特徴で、うれしいことがあるとぴょんと飛び跳ねる。
澪が大阪に戻ることが決まると、「つる家」に安置された又次の遺骨代わりの灰を澪に渡し、野江に渡すよう願った。
健坊（けんぼう）
ふきの弟で、7歳（太一と同い年）。ふきが「つる家」に奉公替えしたばかりの頃は、登龍楼での修行がつらくて、ふきと一緒に暮らしたいと泣いたり、店を飛び出して行方不明になったりしたこともあったが、その後は忍耐して修行を続けた。
藪入りの際は「つる家」にやってきて、ふきと同じ下足番をやりたがる。
「登龍楼」が町奉行の手入れを受けた際、他の奉公人と共に捕縛されるが、まだ幼いということですぐに放免された。その後は「つる家」に身を寄せ、下足番を務めている。
澪が大坂に去って4年後、15才の時には、包丁の研ぎや砥石の面直しを任されるようになっている。
りう
口入れ屋の孝介の母。75歳。
太一とおりょうが麻疹にかかり、芳もその看病で休んで人手不足となった「つる家」のため、孝介が手伝いに寄越した。腰が曲がってしまっているが、配膳などの動作は機敏で客あしらいも見事である。以前は江戸城大手門の下馬先 の茶屋で働いていたため、武家の習慣についても詳しい。
その後も、手の足りない場合に時々手伝ってくれていたが、おりょうが親方の看病で来られなくなって以降は、おりょうが復帰してからも常勤で働き続けている。ふきが調理場に移ってからは下足番を行っている。自称、「つる家の看板娘」。
問題が起こって皆が浮き足立っていても落ち着きを保ち、澪に対してだけでなく、しばしば芳や種市にまで的確な助言をしてくれる。
歯はすべて抜けているが、歯茎を使って煎餅をも噛み砕く。そのため、幼い頃からりうを知っているふきは、りうに頭からかじられる悪夢を見てうなされたことがある。孝介に入れ歯を作ってもらったが、一度はめただけで、後は首からぶら下げているだけである。
澪が大坂に戻って4年後、大坂に向かう種市一行に途中まで同行して、箱根に逗留した。その際、同じ宿に泊まっていた水原東西から、種市同様「保齢長命」の相だと言われた。
臼（うす）
柳吾と結婚して「つる家」を去る芳の代わりに、お運びを担当するために「一柳」から送られてきた女衆。36,7歳。相撲取りのような巨体。
政吉が澪の料理の腕と比較して自信をなくした時には、自然薯を使った料理を出すよう勧め、自信を取り戻させた。
政吉（まさきち）
澪の後釜として「つる家」の料理人となった。臼の5歳下の夫。偏屈で一刻者だが、臼の言うことには素直に耳を傾ける。
元「一柳」の料理人で、他の店も渡り歩いて研鑽を積み、柳吾もその腕を認めている。独立して店を構えることには興味を持たず、生涯雇われ料理人であることを望んでいる。
澪が数馬と結婚することになったとき、その後釜として柳吾の紹介で「つる家」の料理人になることが決まったが、澪が破談となって「つる家」に留まることになったため、このときは話が反故となった。その際はひどく怒ったが、2年後、澪がつる家を辞めるに当たって、柳吾の紹介と先に女衆になっていた臼の強い勧めによって、つる家の料理人になることを了承した。
澪の料理人としての腕を見せつけられ、一時自信を失い掛けたが、自然薯を使った料理、「親父泣かせ」が評判となり、料理番付で張出し大関位を獲得する。文政11年版料理番付では、「つる家」の「自然薯尽くし」が東の大関位を獲得している。

### つる家関係者の家族等
伊佐三（いさぞう）
おりょうの夫。43歳。伊佐三が20歳、おりょうが25歳の時に結婚した。大工の棟梁で、無口だが家族思い。一時、浮気疑惑が持ち上がったが、実は太一が言葉を取り戻せるようにと、秘密裏に願掛けを行っていただけだった。時々「つる家」で使う備品を作ってくれる。
太一については、自分の跡を継いで大工になって欲しいと思ってきたが、絵の才能があることを知って、絵師にさせるつもりになった。
太一（たいち）
5歳。実の親は伊佐三の下で働いていた大工夫婦で、両親とも火事で亡くなって引き取り手がなかったため、伊佐三とおりょうが引き取り、実の息子のように大切に育てている。火事のショックで言葉を話せなくなっている。
絵が非常にうまく、「つる家」が「鯛の福探し」を出した際は、太一の描いた鯛の九つ道具（骨）の絵が客に配られた。絵師の辰政にも才能を認められ、自作の絵手本を贈られている。
特別巻「花だより」では15才になっており、未だにしゃべることはできないものの、辰政の元に弟子入りしていて、同い年の健坊とは、何かと励まし合っている。そして、澪に会うため大坂に向かう種市に、「つる家」の面々を描いた絵を土産として託した。
孝介（こうすけ）
八ツ小路そばにある口入れ屋の店主で、りうの息子。
登龍楼の末松に頼まれて、ふきを「つる家」に送り込んだ。そのために澪の献立が登龍楼に流れたことの償いとして、「つる家」の人手が足りないときに、無償で母親のりうを手伝いに送った。その後も、たびたび「つる家」に働きに出るりうを、自ら背負って送り迎えしている。
おつる
種市のひとり娘。「つる家」の名は、彼女の名から取られた。
6歳の時に母親のお連が錦吾と駆け落ちしてからも、種市と暮らし続けた。それまでの種市は、蕎麦打ちの腕は認められていたものの、博打狂いで賭場に入り浸っていたが、おつるを男手一つで育てるようになってからは、蕎麦職人の仕事に専心するようになる。
17歳の時にお連と再会すると、共に暮らすことを望むようになり、1年の約束で種市の元を去る。しかし、半年後、借金を抱える錦吾に拘引され、金貸しの隠居に引き渡されてしまう。そして、貞操を守るために首をつった。命日は水無月の15日、墓は上野宗源寺（そうげんじ）にある。
お連（おれん）
種市の元女房で、おつるの母親。元は深川の飯盛り女で男癖が悪く、種市とおつるを置いて、錦吾と駆け落ちしてしまった。11年後にひょっこり顔を出し、おつるを引き取っていったが、錦吾との仲を邪推して嫉妬し、辛く当たるようになる。
おつるが死んだ後、逃げるように姿を消したが、20年たって突然「つる家」に現れ、種市に包丁を投げつけられて追い出される。数日後に再び現れ、錦吾を見つけたから種市に敵を取って欲しいと澪に語った。澪は種市に伝えるつもりはなかったが、種市はお連の言葉を密かに聞いていて、敵討ちを決意する。
茅野 錦吾（ちの きんご）
お連と駆け落ちした若い絵師。才能はあったが、才におぼれて身を持ち崩し、借金を重ねていく。そして、結果的におつるを自殺に追い込んでしまう。
20年後、お連によって居場所を突き止められた時には、吾平と名を変えて谷町の湯屋で芥拾いをしていた。そして、亡くなった女房との間に幼い2人の娘（おはるとおしま）をもうけていた。仲睦まじい父娘の姿を見て、種市は敵討ちを思いとどまる。
親方
伊佐三が世話になった大工の親方。おりょうとの結婚の際には仲人となり、伊佐三の浮気騒動の際も、二人の仲を心配して奔走してくれた。
妻を亡くした後、自分も卒中風で倒れ、おりょうと太一が泊まり込みで看病した。その甲斐あって、右半身に不自由さが残るものの順調に体は回復していったが、食欲がなくなってしまう。そこで、「つる家」の「鯛の福探し」によって、食欲や気力を取り戻した。
その後発生した洪水で心細くなり、伊佐三一家に願って、竪大工町にある親方の家で同居することになった。

### 吉原関係者
伝右衛門（でんえもん）
「翁屋」の楼主。自分も妻も源斉の患者なので、源斉とは親しくしている。
自身に富をもたらしたあさひ太夫を敬愛し、金に飽かして人品良からぬ者があさひ太夫に近付くことがないよう目を光らせている。源斉には、あさひ太夫を疎かに扱うようなことがあれば、「翁屋」も自分も身の破滅だと語った。
当初は女である澪を料理人として認めなかったが、江戸では馴染みがなく、男の料理人たちが恐れをなした鱧を見事に捌いて以降、その腕前を認める。後に澪に、吉原で料理屋を持たないかと持ちかけたが、断られた。
吉原が火災で消失した後、澪が吉原で「鼈甲珠」を販売しようとしたときには、摂津屋の勧めに従って普請中の「翁屋」の軒先を貸した。そして、引き続き「鼈甲珠」を買い取ることを約束してくれた。
その後、摂津屋らあさひ太夫の馴染み衆の説得を受け、「鼈甲珠」の作り方を澪から4千両で買い取る形で、あさひ太夫の落籍を認めた。
又次（またじ）
「翁屋」の料理番。時々「つる家」を訪れて、あさひ太夫に澪の作った弁当を運ぶ。伝右衛門同様あさひ太夫を敬愛し、あさひ太夫を守るためならば人殺しさえやりかねないほど。あさひ太夫のことを探っていた清右衛門や、芳をだました富三を殴るなど、当初は暴力的な面も目立ち、ふきには恐れられていたが、「つる家」の人々や客たちと触れ合ううちに穏やかになっていった。
「つる家」の「三方よしの日」（毎月3がつく日、すなわち3日・13日・23日には営業時間を延ばして酒を出し、常より混雑する）に、料理の手伝いに訪れる。また、澪が匂いや味を感じられなくなった時には、2ヶ月間、「つる家」を住み込みで手伝った。その際、ふきに料理の手ほどきをしてくれた。
文化13年（1816年）5月3日に起こった吉原の大火の際、炎の中に飛び込んであさひ太夫を救出したが、自身は背中に火傷と致命傷を負ってしまう。そして、澪にあさひ太夫のことを託して死んだ。遺骨も残らなかったが、付近にあった灰が、上野宗源寺のおつるの墓と「つる家」の調理場に安置された。そして、「つる家」に安置された灰は、ふきが澪を通じて、落籍されて大阪に向かう野江に渡した。
あさひ太夫が9才でまだ禿だった頃の又次は、花長楼で料理番をしながら、殺しの仕事も請け負っていた。あさひが脱走を試みた際、又次は彼女を追っ手からかくまい、から汁（おからの入った汁）を振る舞った上で、吉原を出たければ、今は逃げることを考えず、生き抜くことだけを考えろと諭した。その7年後、あさひが摂津屋の後援で新造出し を迎えた日、殺しに失敗した又次が翁屋に逃げ込んできた。あさひは身を張って彼をかばったため、後にあさひの馴染みとなる摂津屋と2人の豪商の取りなしもあって、又次は翁屋に雇われることとなった。
菊乃（きくの）／しのぶ
「翁屋」の新造。元は浪人の娘だったが、17歳の時に売られてきた。
袖にした客に逆恨みされて斬られようとするところを、あさひ太夫に身を挺して守られた。澪が鱧を料理するために「翁屋」を訪れた際、あさひ太夫に会えるよう手引きしてくれた。
その後、日本橋の呉服商、「藤代屋」の主人に身請けされ、内藤新宿に住まいを用意されたばかりか、旦那も身代を息子に譲ってそこに移り住み、しのぶは正式な後添いとなった。「つる家」にも夫を伴って来店して、佐兵衛に関する情報をもたらし、その消息を探ってくれた。
卯吉（うきち）
女衒。大坂新町廊の揚屋で、水原東西が野江に旭日昇天の易を出した現場に居合わせた。その後、淀川の水害の後、一時的に記憶を失って御助け小屋に保護されていた野江を、親戚を装って連れ去り、旭日昇天の相を持つ娘として「翁屋」に売り飛ばした。
清右衛門があさひ太夫を題材に戯作を書こうとした際、「つる家」で取材を行った。その後もたびたび「つる家」を訪れて坂村堂にたかっていたが、又次と鉢合わせになり、ひどい目に遭わされた。
摂津屋 助五郎（せっつや すけごろう）
御用商人で札差「摂津屋」の主人。3人いるあさひ太夫の馴染みの1人。
後添いとの間に生まれたただ1人の娘を4歳で亡くし、その遺髪を肌身離さず持ち歩いている。吉原大火の際に、その遺髪を入れた羽織を取りに戻り、その結果あさひ太夫を危険に晒し、又次を死に追いやってしまったことを悔いている。そして、あさひ太夫と澪との関係、そして又次がいまわの際に澪に言い残した「太夫をあんたの手で」という言葉の意味を知りたいと考えた。
3カ月に渡って大阪に滞在し、あさひ太夫の出自を調べ上げると、亡くなった娘が生きていればあさひ太夫と同い年ということもあり、過酷な運命を補って余りある道をあさひ太夫に拓いてやりたいと考えるようになった。そして、あさひ太夫を身請けしようという澪の決意を知ると、それを密かに援助するつもりになった。ただし、金を融通するのではなく、知恵を授けるなど間接的な援助に止めている。澪が吉原で鼈甲珠を販売できる道を開拓できたのも、摂津屋の助力のたまものである。
澪があさひ太夫を落籍する際は、他の2人の馴染みと共に伝右衛門を説得した。また、落籍主を野江の実家である「淡路屋」にしたいという澪の意見を容れ、「淡路屋」の番頭だった龍蔵の息子、辰蔵を探し出し、「大坂屋」の者たちを「淡路屋」の奉公人に扮装させて、野江の落籍行列を行わせた。野江が大坂に戻って店を始められるよう、かつて「淡路屋」のあった場所を押さえ、辰蔵の他、「摂津屋」大阪店の人間を奉公人として回すつもりでいる。そして、野江の大坂での暮らしを整えるため、澪と野江が大阪に向かう旅にも同行した。
その後、仕事で大坂に来る際は、澪の店「みおつくし」を「お休み処」として利用している。そして、「淡路屋」再建後、まもなく3年を迎えようとした時、野江に辰蔵を婿に迎えることを勧めた。
つばき太夫
野江が翁屋に売られた頃の売れっ子花魁。野江改めあさひは、つばき太夫付きの禿となった。当初は、つばき太夫もあさひをかわいがっていたが、やがてあさひの容貌や才覚に嫉妬し、疎んじるようになる。あさひが新造になる時も、通常は姉女郎であるつばき太夫が新造出し（お披露目）の費用を負担するはずが、これをかたくなに拒否した。しかし、それが結果として、摂津屋があさひの新造出しの費用を負担し、強力な後援者となるきっかけとなった。

### 天満一兆庵
嘉兵衛（かへえ）
「天満一兆庵」の主人で、芳の最初の夫。故人。「天満一兆庵」は、大坂では名の知れた料理屋だったが、文化8年（1812年）、隣家からの貰い火で焼失。澪と芳と共に、江戸店を任せていた息子の佐兵衛を頼るが、店は潰れ息子も行方不明だと知り、心労が重なって、翌年の3月に亡くなる。
店の料理の味が落ち、その原因が分からず困り果てていた時、澪だけが井戸の水質の変化に気付き、その天性の味覚を生かそうと、芳の反対を押し切って澪を板場に入れた。
佐兵衛（さへえ）
嘉兵衛と芳の一人息子。芳が20歳の時に生まれた。幼く泣き虫だった澪を牡蠣船に連れて行って土手鍋を食べさせてくれたことがある。文化5年（1808年）に「天満一兆庵」の江戸店を開店した。
澪らが江戸に着いた時には行方不明になっており、自身番によれば、吉原通いに明け暮れて散財し店を手放したという話だった。実は、「登龍楼」の采女宗馬にそそのかされて「酪」を作った。それが将軍の食物であり、ご禁制と知って手を引こうとすると、采女の策略で、酔って女郎を殺したという嘘を吹き込まれた。そのため、名を捨吉（すてきち）と変え、隠れるようにして釣り忍売りをしていたのである。
その後、しのぶや柳吾の助力によって、芳や澪と再会した。女郎殺しが間違いだったことを知って安堵するものの、勝負にこだわるあまり、料理人としての本分を外れた行為に走ったと言って、二度と料理人には戻らないと芳に宣言した。駒込の染井村に引っ越した後も、柳吾から一柳に来て料理人に戻るようたびたび誘いを受けるが、ずっと断り続けた。
柳吾が「酪」密造の嫌疑を受けて捕縛されたことを知ると、妻子のことを澪に託して自首した。その結果、「酪」密造販売に関わる采女らの所行が明らかになり、関係者が次々と捕縛されることとなる。しかし、佐兵衛本人は、ある御膳奉行の口利きもあって、無罪放免となる。釈放された後は、料理を捨てることはできないということ悟って一柳に入った。文政11年版料理番付には、勧進元の欄に「一柳改メ天満一兆庵」という記述がある。
お薗（おその）
内藤新宿の宿場女郎をしていたとき、病に倒れた佐兵衛を支えた。後に佐兵衛の妻に迎えられ、お花という娘をもうける。元女郎という陰がなく、しのぶはその人柄を菩薩にたとえた。
富三（とみぞう）
「天満一兆庵」の元奉公人。一時は独立して自分の店を持ったがうまくいかず、佐兵衛が江戸店を出すことを聞きつけて、一緒に江戸に下った。
店の金を使いこみ、吉原通いに明け暮れ、刃傷沙汰を起こした挙げ句、その罪を佐兵衛になすりつけた。その後、坂村堂の店で料理番をしていたところ、芳らと再会する。そして、佐兵衛に関する情報を吉原で集めるからと、芳が嘉兵衛から贈られた形見の簪をだまし取って着服した。又次に嘘を暴かれて打擲されたが、逃げ出して行方知れずとなる。
その後、たまたま澪と再会した時には、労咳を病んでいた。そして、金と引き替えに、佐兵衛も関わっている「登龍楼」の弱みを澪に教えると誘ってきた。澪はそれを断るが、「天満一兆庵」の奉公人時代を思い出す料理を作ってやる。それに感謝し、富三は無償で秘密を書いた手紙を澪に送ってきた。それによると、采女は吉原の「巽屋」と組んで、将軍だけが食べられる「酪」を密造販売して儲けることを画策し、それに佐兵衛を引き込んだ。佐兵衛は「酪」の作成に成功するが、采女の企みに気付いて抜けようとしたため、采女は佐兵衛に薬入りの酒を飲ませて昏睡させ、「巽屋」の花魁に一芝居打たせて、佐兵衛が殺人を犯したと思い込ませ、失踪させたという。この手紙を書いた後、富三はいずこかへ姿を消した。

### 小野寺家とその関係者
里津（りつ） / 覚華院（かくけいん）
数馬の母。60歳前後。いつまでも独身の息子を心配し、息子が通って気にかけているという「つる家」の「みお」を見極めに店を訪れる。その際、澪の人となりは認めたものの、身分違いゆえに嫁候補として認めなかった。しかし、早帆の勧めもあって、しかるべき手順を踏んだ後に、澪を嫁に迎えるつもりになった。
以前、早帆や侍女らと夫の墓参りに行った際、絡んできた御家人たちを早帆と大立ち回りをして撃退したことがあり、数馬は「猛獣」扱いしている。しかし、腎臓を患って寝込むことが増え、数馬が乙緒を嫁に迎えた後に病死した。
乙緒については、実家の手駒として女の幸せからは遠いところで生きてきたことを、姑である里津は理解して彼女を慈しみ、病床の身にありながら小野寺家の奥の一切を伝授した後、乙緒を小野寺家の宝と呼んだ。しかし、乙緒が自分の気持ちを表現せず、数馬も他人の気持ちをくみ取ろうとしないことを心配し、岡太夫という菓子を手作りして、二人の間に埋めようもない溝ができた時には、「岡太夫が食べたい」と数馬に言うようにと、乙緒に言い残した。そこには、数馬に対するあるメッセージが込められていた。
早帆（さほ）
数馬の3歳年下の妹。幼なじみの駒澤弥三郎に嫁ぎ、5人の息子をもうけた。料理の才は全くないが、料理作りは好き。そのため、その破壊的な味の料理を食べさせられる駒沢家や小野寺家の奉公人は、毎回つらい思いをさせられている。
武術に長け、母と同じく数馬に「猛獣」扱いされている。夫の浮気を疑い、投げ飛ばすこともたびたびある。
数馬と澪の恋を叶えようと立ち回り、成功しかけるが、数馬が心変わりして（と、早帆や周りの人々は思っている）別の娘を嫁に迎えることになり、心を痛める。
澪と出会ったときには懐妊中で、それは念願の娘だったが、死産してしまう。
駒澤 弥三郎（こまざわ やさぶろう）
数馬とは竹馬の友で、早帆の夫。猛獣のような早帆と好き合って結婚したため、数馬からは「猛獣使い」扱いされている。
将軍の身の回りの世話をする小納戸役。特に食事担当の御膳番という役職に就いており、たびたび城内で数馬と顔を合わせる。熊のように大柄で毛深いが、食事に毛が入るなど粗相があってはいけないからと剃髪している。どんな料理も、それがたとえ早帆が作ったものであっても、喜んでたくさん食べるため、太り気味である。
数馬に町へ出て見聞を広め、市中の料理屋を探るよう焚きつけ、その拠点として湯島にある駒澤家の別邸を貸している。
役務上の苦境で心がふさがっていたときに「つる家」を訪れ、澪の料理に慰められた。
多浜 重光（たはま しげみつ）
小野寺家の用人。数馬が幼い頃から仕えている。当主である数馬が袴もはかず浪人姿で町へ出ることを苦々しく思っている。数馬と澪の縁談に際しては、つる家との交渉の前面に立っていたため、破談になった際には非常に心を痛めた。
乙緒（いつを）
数馬の妻。大目付、沢渡昌延（さわたり まさのぶ）の娘で、2つ違いの兄がいる。さる老中の遠い親戚である母は、早くに亡くなった。
15才の時、いわゆる政略結婚で他家に嫁したが、実生活を始める前に不縁となった。そして17才の時、上役を通じて数馬に縁談が持ち込まれ、数馬は澪との婚約を破棄して乙緒との縁談を受け入れた。まもなく嫡男悠馬を産み、23才の時には第二子を懐妊した。
父に心を読み取られてはならぬと教えられたため、いつも無愛想な仏頂面で過ごし、一切心の内を表現しない性格となった。そのため、実家の奉公人からは「笑わぬ姫君」と呼ばれ、小野寺家の奉公人からは「能面」と呼ばれているが、数馬からは「面白い」と評される。
しかし、数馬との間に心と心の交流が無いことに一抹の寂しさを覚えるようになり、また早帆から澪の存在を知らされて嫉妬心を抱き、さらに第二子を懐妊した際のひどいつわりが重なり、だんだん精神的に追い詰められていく。そして、姑が残してくれた遺言に従い、数馬に「岡太夫が食べたい」と願う。数馬が手を尽くして岡太夫の意味 を探り当て、それを自ら作ってくれたことにより、夫婦の絆を互いに確認することができた。
悠馬（ゆうま）
数馬の嫡男。心の内を表現するのが下手な両親に似ず、素直な感情表現ができる。

### 登龍楼（とりゅうろう）
采女 宗馬（うねめ そうま）
「登龍楼」（日本橋にある料理屋。例年、料理番付で最高位の、東の大関位を占める）の主人。元は小さな煮売り屋から成り上がり、名字帯刀を許された。
煮売り屋の頃は熱心に料理に打ち込む男だったが、富を得るにつれて名声にもこだわる性格になり、料理番付の「大関」の座を脅かす料理屋に対して営業妨害をするなど手段を選ばず、「つる家」に対しても様々な妨害工作を行っている。
本店は江戸留守居役の接待を当て込んだ高級料理屋だが、「つる家」がとろとろ茶碗蒸しで番付に載り評判になると、町人向けの値段の安い支店を「つる家」からほど近い神田須田町に出した。その後、神田須田町の支店をたたみ、新たに吉原の江戸町に支店を構えた。吉原店は、吉原の大火によって消失し、板長も亡くなったが、すぐに再建した。
吉原の「巽屋」と組んで、「酪」を密造販売して儲けることを画策した。ある御膳奉行に賄賂を送り、原料である白牛の乳を横流ししてもらうと、言葉巧みに佐兵衛を引き込み、「酪」の製造をさせた。佐兵衛が采女の企みに気付いて抜けようとすると、手打ちの酒に薬を混ぜて昏睡させ、「巽屋」の花魁に一芝居打たせて、佐兵衛が殺人を犯したと思い込ませて失踪させる。そして、十分に財をなすと、御膳奉行に罪をなすりつけて切腹に追い込み、密造販売から手を引いた。佐兵衛の自訴によってその罪が明らかになると、「登龍楼」は町奉行所の手入れを受けたが、采女自身はいずこかへ逃走した。
末松（すえまつ）
「登龍楼」の板長。35、6歳。支店の板場を任されると、澪の考え出した名物料理を真似して出して客を奪おうとし、抗議に訪れた芳を袋だたきにして怪我をさせた。御台所町時代の「つる家」への付け火も、末松の仕業と考えられる。さらに、ふきを間者として「つる家」に送り込んで、新しい料理の献立を次々と盗ませた。後に采女にそのことが露見して解雇される。
澪のせいでクビにされたと恨み、かつて「つる家」があった御台所町に同じ名前の「つる家」という店を出し、違う店だとは知る由もない客の取り込みに成功する。しかし、間もなく食中毒を引き起こして夜逃げしてしまう。そのおかげで、本物の「つる家」も信用を失い、しばらく閑古鳥が鳴くこととなった。

### 江戸の人々
清右衛門（せいえもん）
戯作者（モデルは曲亭馬琴）。47歳。元飯田町一帯の大家でもあり、薬屋も経営している。
わがままですぐに癇癪を起こし、料理についても何かと口うるさいが、実は「つる家」の料理を気に入っていて、素直ではない言い方ながら澪を励ましてくれる。また、貴重な料理に関する書籍を何冊もくれた。
坂村堂と組んであさひ太夫の戯作を書こうとしていたが、澪があさひ太夫との関係を話してそれを思いとどまらせた。その際、清右衛門は澪に、「天満一兆庵を再興し、あさひ太夫を身請けしてやれ」と助言する。
蕪が大好物。恐妻家で知られ、妻の名はお百、性格は清右衛門と瓜二つである。息子の宗伯（そうはく）も医師のため、源斉とも知り合いである。
「伊勢屋」が火事を出して取り潰された後、新しい店を始める際、場所を見つけて大家と店賃の交渉をしてやった。その際、爽助や美緒の前にはいっさい姿を現さず、美緒には坂村堂を介して「殊勝な馬鹿娘など虫酸が走る、今後もその小生意気な態度を崩すことはならぬ」と言って感謝を封じ込めた。
大坂に戻ることになった澪に、あちらで店を開く際は、自分がすぐに見つけられるよう「みをつくし」という名にするよう命じた。4年後、澪の店を訪れるために大坂に向かったが、同行した種市が腰痛を起こしたため、江戸に戻った。しかし、翌年無事に澪と再会する。
坂村堂 嘉久（さかむらどう かきゅう）
神田永富町の版元「坂村堂」の店主。40代。清右衛門に連れられて訪れた「つる家」を気に入り、常連になる。清右衛門の料理代まで支払わされることが多いが、ようやく戯作を書いてもらう約束を得た。
泥鰌のような口ひげをたくわえ、丸い目をしている。そのため、澪は泥鰌を捌くことができなくなった。澪の料理を食べると、その丸い目をきゅーっと細め、いかにもおいしそうに食べるので、周りの客の食欲まで刺激する。店に料理番を置くほどの食道楽で、その舌は澪のちょっとした心の変化をも味わい分けるほど確かだが、それは江戸随一の名料理店「一柳（いちりゅう）」の主人、柳吾のひとり息子だからである。料理人の道を捨てて家を飛び出して以来、父との交流が途絶えていたが、芳の仲介によって和解を果たした。
美緒より5歳年下の娘、加奈（かな）がいる。
爽助との縁談話に反発して家出した美緒を、一時自宅に預かっていた。また、「伊勢屋」が火事を出して取り潰された時も、美緒一家を引き取った。
澪が大坂に去って4年後、清右衛門や種市と共に大坂に向かうが、その際は種市の腰痛により断念。翌年の再挑戦で澪に再会できた。
柳吾（りゅうご）
「一柳」の店主。60代半ば。たびたび澪に厳しい言葉をかけてきたが、それは料理人としての才に期待しているからである。澪が一時的に嗅覚と味覚を失った際も、そういう時にすべきことがあると励ました。
「天満一兆庵」の江戸店が「一柳」の近所だったため、失踪前の佐兵衛のことをよく知っており、佐兵衛と芳の再会のためにも尽力してくれた。
病気で倒れた時に芳の献身的な看病を受け、またその元料理屋女将としての立ち居振る舞いに心を打たれて、床上げ後に芳を後添いに望み、結婚した。
芳との結婚後、澪を「一柳」に迎えて修行させ、ゆくゆくは店を譲る気でいることを表明した。一方で、店を譲る候補として、佐兵衛の名も挙げた。澪には断られたが、「酪」の事件の後、ついに佐兵衛を「一柳」に迎えることができた。そして、10年後（文政11年）の料理番付によれば、「一柳」は「天満一兆庵」と名を変えている。
美緒（みお）
日本橋本両替町にある両替商「伊勢屋」の主人、久兵衛のひとり娘。18歳（澪の2歳下）。牡丹の花のような華やかな美人で、種市は「弁天様」と呼ぶ。
幼い時分から体が弱く、2年ほど前から源斉に診てもらっている。その源斉に恋をして、父に頼んで縁談を申し入れてもらったが、医術に精進したいとの理由で断られた。その原因が澪の存在にあるのではないかと考えて「つる家」を訪れ、最初は攻撃的な態度を取っていたが、次第に澪と仲良くなっていった。
後に、父親が決めた中番頭の爽助との縁談話に反発して家を飛び出し、坂村堂に身を寄せる。しかし、左手の後遺症が治らないことを告知されて悲しむ澪を、源斉が優しく慰める様子を覗き見て、源斉と結ばれることを諦め、爽助との縁談を受け入れた。結婚後は、爽助の真実の愛情を知り、幸せを感じながら暮らしている。そして、1年たって懐妊し、美咲という女児を産んだ。
数馬が澪を守るために悪者になってくれたことを了解している、数少ない人物の一人。
「伊勢屋」が火事を出して取り潰された後、しばらく一家で坂村堂に身を寄せていたが、元飯田町に店を再建して移り住んだ。子育てに加えて家事いっさいを自分一人でこなさねばならず、その生活に疲れ果てていた時に、澪の料理に励まされる。
数馬との失恋が尾を引き、源斉の愛情に応えられない澪に、他人の気持ちだけでなく、自分の気持ちも大切にするよう励ました。
特別巻「花だより」の頃、第二子を出産した。
伊勢屋 久兵衛（いせや きゅうべえ）
「伊勢屋」の主人で、美緒の父。美緒が源斉を慕っていることを知ると、縁談を申し込んで返事をもらう前に新居の建設を始めたり、御典医次男の嫁にふさわしい箔をつけさせるために大奥に行儀見習に上げようしたりと、自他共に認める親馬鹿。しかし、源斉と澪が談笑している場面を目撃して、突然爽助との縁談を進め始めた。
「伊勢屋」取り潰された後、失意から食が進まない状態だったが、再建後間もなく元気を取り戻し、爽助と共に喜んで商売に励んでいる。
美緒の母
「伊勢屋」に嫁ぐ前は、品川宿の大きな呉服店の娘だった。「伊勢屋」が取り潰された後、失意からずっと体調を崩していた。元飯田町に店を再建した後は、狭い家での暮らしになじめず、しばらく実家で静養することになった。しかし、間もなく元気を取り戻し、戻って来た。
爽助（そうすけ）
「伊勢屋」の中番頭。30歳過ぎ。小柄でもっさりとした猫背、垂れた目につぶれた鼻に八重歯と、見た目はぱっとしないが、久兵衛には他人への心遣いや気働きに人一倍優れていると信頼されており、幼い奉公人への教育も的確で丁寧。
美緒に対してずっと密かなあこがれを抱いてきたが、思いがけず久兵衛から美緒の婿になることを命ぜられる。
家督を継いでから、奉公人の不注意でぼやを出し、財産没収に等しい過料と所払い（居住地からの追放）の処分を受けることとなった。しかし、銭両替商の鑑札を得て、小さいながらも「伊勢屋」を再建した。
お牧（おまき）
伊佐三が普請を行なっていた新宿（にいじゅく）にある水茶屋の茶屋娘。22、3歳。伊佐三に横恋慕し、おりょうにひどい言葉を吐いて離縁を迫ったり、太一を拘引して伊佐三の気を引こうとしたりした。
房八（ふさはち）
日本橋佐内町の旅籠「よし房」の主人。60代半ば。柳吾の幼なじみで、その息子である坂村堂に誘われて「つる家」の暖簾をくぐった。芳のことが気に入り、強引に求婚するも断られる。
後に別の女性を後添いに迎え、澪に祝言の仕出しを依頼した。その席で、柳吾と坂村堂が久しぶりの対面を果たす。
柳吾と芳の祝言では、仲人役を務めた。
大坂屋
日本橋伊勢町にある乾物商。店主も奉公人も全員が大坂出身。澪がたびたび昆布などの食材を仕入れ、乾物に関する知識を教えてもらう。皆、江戸ではあまり昆布が料理に用いられないことを残念に思っている。
野江が落籍された際は、「大坂屋」の奉公人が野江の実家である「淡路屋」の奉公人に扮したが、彼女が吉原に身を落とすきっかけになった水害を憶えている者も多く、心から落籍を喜んだ。
昆布のご隠居
「つる家」が元飯田町にあった頃からの客。澪のために上質の昆布を用意してくれたことがあるため、「つる家」ではこう呼ばれている。足が悪いが、たびたび遠方から歩いて食べに来る。
辰政（ときまさ）
清右衛門に連れられて「つる家」を訪れた絵師。モデルは葛飾北斎。よく服に食べ物のかすがこびりついているが、本人はまったく気にしていない。太一の絵の才能を認め、自作の絵手本を贈った。また、その後太一を弟子に迎えた。
永田 かず枝（ながた かずえ）
源斉の母。源斉に頼まれて「つる家」に鰻を届けたことがあって、その際に澪と初対面した。
夫である陶斉の意を受けて、澪が徒士のために作った弁当を注文した際に再会する。できた弁当を受け取りに来た際、留守番をしていたふきが絵付けの皿に酢の物を装って出したため、溶け出した釉薬によって中毒を起こした。用人らは澪を処罰すべしといきり立ったが、かず枝は澪を庇った。
源斉が大坂に移って後、源斉の子どもの頃の好物を教えて欲しいと願う澪からの手紙が届く。源斉がうつ状態に陥っていることは一言も触れられていなかったが、息子の身に何か起こったと察知した。しかし、かず枝もまたそれには触れず、ただ味噌の作り方とこつを丁寧に書いて返送した。

### 上方の人々
水原 東西（みずはら とうざい）
上方で評判の易者。大坂新町廊を訪れていたところ、たまたま見かけた野江と澪の人相・手相を観て、それぞれ「旭日昇天」「雲外蒼天」の相だと宣言した。
特別巻「花だより」では、たまたま箱根の宿で種市とりうに出会い、2人とも「保齢長命」の相だと言った。
辰蔵（たつぞう）
水害前の「淡路屋」の番頭だった龍助こと龍蔵 の息子。摂津屋の後押しにより再建された「淡路屋」では番頭を務め、店では辰助と呼ばれている。
幼い頃から野江を慕っており、摂津屋からも野江に婿入りして淡路屋の店主となることを勧められたが、野江には別に好きな人がいると思い込んで、自分は表向きの夫で良いと野江に語る。その際、野江から又次との関係についての昔語りを聞いて、かつて野江が又次に食べさせてもらったから汁の作り方を澪から教わった。そして、から汁を野江に提供し、自分と結婚して欲しいと願って受け入れられた。
澪の店が立ち退きを迫られた際には、後片付けや転居先の選定に関して尽力してくれた。
お松（おまつ）
「淡路屋」の女衆。
庄蔵（しょうぞう）
北鍋屋町に長屋を所有する大家で、源斉が大坂に移り住んだ当初から患者だった縁で、澪に店を開く場所を貸し出した。その後も非常に澪に良くしてくれたが、コレラに罹患し、源斉の治療も空しく亡くなってしまう。跡を継いだ息子は、父親が三日三晩苦しんだ長屋を早く手放したいと思い、澪にも立ち退きを要求した。
お峰（おみね）
庄蔵の口利きによって「みをつくし」で雇った40台の女衆。お運びと洗い場を担当している。無口で愛想が無いと本人も認めているが、「みをつくし」が立ち退きのために営業を停止した時には、別の場所で再開する際にはまた働いて欲しいと澪はお峰に願う。そして、その願い通りになった。
一学（いちがく）
源斉の門弟。若くて食べ盛り。
貞丈（ていじょう）
源斉の門弟。一学より年長で、苦学生。

### その他
紋次郎（もんじろう）
房州の流山の酒屋「相模屋」の主人。30歳前後。新しい白味醂を開発した。なかなか世間に受け入れられずに苦労していたが、澪に天下を取れる味と評価され、芳に上方の名料理屋を紹介されて、大いに励まされた。
一度、密かに「つる家」を訪れ、白味醂を使った料理を味わって、「まだご恩返しができていないが、いずれ天下を取ったなら」と、りうに言い残して去って行った。
その後、たまたま茶屋で数馬と出会い、「つる家」でもらった湯葉と琥珀寒をお裾分けした。
留吉（とめきち）
「相模屋」の下働き。主人の白味醂造りに愛想を尽かした奉公人が次々辞めていく中、ただ一人残って主人に仕え続けた。江戸に営業に来たが、田舎者扱いされてなかなか受け入れてもらえず、あげくに因縁をつけられて袋だたきに遭い、行き倒れていたところを澪に助けられた。しかし、それがきっかけとなり、相模屋の白味醂は、「つる家」で使用されるのはもちろん、上方で、さらには江戸でも評判を博すようになる。

## 漫画版

### 書誌情報
- 岡田理知（作画）『八朔の雪 みをつくし料理帖』集英社〈オフィスユーコミックス〉全3巻
  - 八朔の雪 1 みをつくし料理帖（2010年2月19日発売、ISBN 978-4-420-15199-3）
  - 八朔の雪 2 みをつくし料理帖（2010年6月18日発売、ISBN 978-4-420-15210-5）
  - 八朔の雪 3 みをつくし料理帖（2010年10月19日発売、ISBN 978-4-420-15220-4）

## テレビドラマ（テレビ朝日版）
テレビ朝日系列で2012年9月22日土曜日の21:00 - 23:21に放送された。
当初はNHK総合でドラマ化が企画されたが、日本の地上デジタルテレビ放送の完全移行による編成の見直しで、NHKの放送枠が消滅したため、テレビ朝日に企画が持ち込まれた。
主演は北川景子で、映画『花のあと』（2009年公開）での時代劇初挑戦に続き、本作が時代劇ドラマ初主演となる。料理人役を初めて演じるにあたり、撮影に先立って料理学校で2か月間指導を受け、カツオをおろすシーンなど劇中の調理シーンは特訓を重ねてほぼ吹き替えなしで撮影に臨んでいる。また、脚本の吉田紀子、監督の片山修、プロデューサーの中川慎子はいずれも本作が時代劇初挑戦。新鮮な顔ぶれで制作された本作は、料理のシズル感を出すため原色に近いクリアで鮮やかな色彩にこだわってハイビジョン撮影を採用し、従来の時代劇ドラマとは一味異なる映像美を追求、テンポ感や音楽の使い方にも若い視聴者にも受け入れられやすいような現代的な手法を用いるなど、時代劇であることをあまり意識せず現代劇のイメージにて制作されている。
第2弾が2014年6月8日日曜日の21:00 - 23:10（『日曜エンターテインメント』）に放送された。

### キャスト（テレビ朝日版）

#### 主要人物
- 澪（神田明神下御台所町「つる家」の料理人） - 北川景子（幼少期：小林星蘭）
- 芳（大坂一の名店「天満一兆庵」の元女将） - 原田美枝子
- あさひ太夫（吉原一の置屋「翁屋」お抱えの花魁） / 野江（大坂の大店「淡路屋」の娘） - 貫地谷しほり（幼少期：谷花音）
- 永田源斉（医師） - 平岡祐太
- 又次（「翁屋」の料理番） - 高橋一生
- おりょう（裏長屋の住人） - 室井滋
- 種市（「つる家」の主人） - 大杉漣
- 小松原（「つる家」の常連客の侍） - 松岡昌宏
- 嘉兵衛（天満一兆庵の主人・芳の夫） - 笹野高史
- 水原東西（占い師） - 六平直政
- 采女宗馬（日本橋料理屋「登龍楼」の主人） - 宅間孝行
- 伊佐三（大工） - 浜田学
- 鰹節問屋 - 野間口徹
- はる（澪・芳と同じ長屋の住人） - 池津祥子
- 登龍楼奉公人 - 飯田基祐
- 語り - 吹越満

#### パート2
- 富三 - 光石研
- 坂村堂 - 田口浩正
- 伝右衛門 - 本田博太郎
- 菊乃 - 黒川智花
- ふき〈13〉 - 石井萌々果
- 太一 - 五十嵐陽向
- 末松 - 大高洋夫
- 清右衛門（人気戯作者） - 片岡鶴太郎

### スタッフ（テレビ朝日版）
パート1
- 原作 - 髙田郁「みをつくし料理帖」シリーズ『八朔の雪』『花散らしの雨』（角川春樹事務所刊）
- 脚本 - 吉田紀子
- 監督 - 片山修（テレビ朝日）
- 音楽 - 神坂享輔
- 音楽プロデューサー - 志田博英
- クッキングスタイリスト - 深沢えり子
- 料理協力 - 辻調理師専門学校
- CG - テレビ朝日CGデザイン室、オムニバス・ジャパン、4b、キルアフィルム
- 殺陣 - 菅原俊夫
- ポスプロ協力 - 東映デジタルセンター、赤坂ビデオセンター
- 原作責任者 - 鳥原龍平（角川春樹事務所）
- プロダクション協力 - 東映太秦映画村
- チーフプロデューサー - 田中芳之（テレビ朝日）
- プロデューサー - 中川慎子（テレビ朝日）、河瀬光（東映）、榎本美華（東映）、小野川隆（東映）
- 制作 - テレビ朝日、東映

パート2
- 原作 - 髙田郁「みをつくし料理帖」シリーズ（角川春樹事務所刊）
- 脚本 - 吉田紀子
- 監督 - 片山修（テレビ朝日）
- 音楽 - 神坂享輔
- 音楽プロデューサー - 志田博英
- クッキングスタイリスト - 深沢えり子
- 料理協力 - 辻調理師専門学校
- VFX- キルアフィルム、オムニバス・ジャパン
- 殺陣 - 清家三彦
- 原作責任者 - 鳥原龍平（角川春樹事務所）
- プロダクション協力 - 東映太秦映画村
- ゼネラルプロデューサー - 黒田徹也（テレビ朝日）
- プロデューサー - 中川慎子（テレビ朝日）、丸山真哉（東映）
- 制作 - テレビ朝日、東映

### 放送日程（テレビ朝日版）
| 話数 | 放送日        | サブタイトル | 脚本     | 監督   |
| ---- | ------------- | --- | -------- | ------ |
| 1    | 2012年9月22日 | 天涯孤独の女料理人現る!! 今は亡き人々への想いを胸に…江戸の粋と心をつなぐ奇跡の料理!! 190万部の大ベストセラー映像化 | 吉田紀子 | 片山修 |
| 2    | 2014年6月08日 | | 吉田紀子 | 片山修 |

## テレビドラマ（NHK版）
『鎌倉河岸捕物控』のドラマ化で接点があったNHKエンタープライズのプロデューサーから「『おしん』のような時代小説はないか？」というオーダーを受けて、角川春樹が本作を提示し、NHK総合の土曜時代劇の企画候補に上がるも、テレビの完全デジタル化に伴う編成の見直しで土曜時代劇が終了、角川は企画をテレビ朝日に持ち込んでドラマ化し、テレ朝版の視聴率が良かったため、NHK版の企画が継続することになる。
NHK総合の「土曜時代ドラマ」枠で、2017年5月13日から7月8日まで放送された。全8回。2017年4月より「土曜時代劇」から「土曜時代ドラマ」へとリニューアルされる放送枠の第1弾として制作され、木曜時代劇『ちかえもん』で向田邦子賞を受賞した藤本有紀が脚本を担当、主演の黒木華 は本作がNHKドラマへの初主演となる。
主演の黒木は、角川春樹とプロデューサーの山本敏彦が、2014年に山田洋次監督の『小さいおうち』でベルリン映画祭で銀熊賞を獲った実績で推され>、クランクインに先立って出汁の引き方や米の炊き方など料理を基礎から習い、3キロほどのカツオを一からおろすなど、劇中の料理のシーンはすべて吹き替えなしで自身で演じている。また、番組のエンディングロールには澪に扮した着物姿の黒木が現代のシステムキッチンでエピソード内に登場した料理のレシピを紹介する「澪の献立帖」のコーナーが設けられ、公式サイトではレシピとあわせて「原作・高田郁先生のちょいたし料理帖」と題したコラムも掲載している。
続編となる『みをつくし料理帖スペシャル』が、NHK総合「土曜ドラマ」枠で2019年12月14日および12月21日に前後編にて放送、またNHK BS4Kにて12月29日に前後編を一挙放送。

### キャスト（NHK版）
主要人物
- 澪（みお） - 黒木華（少女時代：大庭愛未）
- 小松原（こまつばら）/小野寺数馬（おのでらかずま） - 森山未來
- 永田源斉（ながたげんさい） - 永山絢斗

「天満一兆庵」の人々
- 芳（よし） - 安田成美
- 嘉平衛（かへえ） - 国広富之
- 佐兵衛（さへえ） - 柳下大
- 富三（とみぞう） - 大倉孝二

「つる家」の人々
- 種市（たねいち） - 小日向文世
- ふき - 蒔田彩珠

長屋の人々
- おりょう - 麻生祐未
- 伊佐三（いさぞう） - 小林正寛
- 太一 - 林田悠作

吉原の人々
- あさひ太夫（あさひたゆう）/ 野江（のえ） - 成海璃子（少女時代：安藤美優）
- 又次（またじ） - 萩原聖人
- 伝右衛門（でんえもん） - 伊武雅刀
- 菊乃（きくの） - 柳生みゆ
- 摂津屋助五郎 - 中原丈雄（スペシャル）

「つる家」の常連客
- 清右衛門（せいえもん） - 木村祐一
- 坂村堂嘉久（さかむらどうかきゅう） - 村杉蝉之介

「登龍楼」の人々
- 采女宗馬（うねめそうま） - 松尾スズキ
- 末松（すえまつ） - 毎熊克哉

武家の人々
- 坂梨志摩守（さかなししまのかみ） - 山崎一
- 駒澤弥三郎（こまざわやさぶろう） - 波岡一喜
- 早帆（さほ） - 佐藤めぐみ
- 里津（覚華院） - 富司純子（スペシャル〈前編〉）
- 多浜重光 - 徳井優（スペシャル）

その他
- 大坂屋の手代 - 久野雅弘（第二回）
- 屋台の店主 - 浜田道彦（第二回）
- 仲居 - 坂井香奈美（第二回、第三回、最終回）
- 水原東西 ‐ 星田英利（第四回）
- 卯吉 ‐ 小久保寿人（第四回、スペシャル〈前編〉）
- 引船女郎 - 藤井亜紀（第四回）
- 幇間 - 岩田丸（第四回）　
- 奉公人 - 山﨑秀樹（第四回）
- 健坊 - 齋藤絢永（第四回、最終回）
- 松葉 - 富田エル（第五回）
- 永田陶斉 ‐ 岩崎ひろし（第六回）
- 喜の字屋板長 - 大谷亮介（第七回）
- 酒井右近 - 佐藤文吾（第七回）
- 商人 - 小杉幸彦（第七回）
- 新造 - 望月寛子（第七回）
- 読売の男 - 三谷昌登（最終回）
- お薗 - 永尾まりや（スペシャル〈後編〉）
- 近江屋 - 田中要次（スペシャル〈後編〉）
- 上州屋 - 村上新悟（スペシャル〈後編〉）
- 井筒屋 - 岩谷健司（スペシャル〈後編〉）
- 天野屋 - 神崎貴孝（スペシャル〈後編〉）

### スタッフ（NHK版）
- 原作 - 髙田郁
- 脚本 - 藤本有紀
- 音楽 - 清水靖晃
- 料理監修 - 柳原尚之
- 演出 - 柴田岳志、佐藤峰世
- 制作統括 - 城谷厚司（NHKエンタープライズ）、山本敏彦（NHK）、須崎岳（NHK エンタープライズ）、髙橋練（NHK）
- 制作 - NHKエンタープライズ
- 制作・著作 - NHK

### 放送日程（NHK版）
土曜時代ドラマ『みをつくし料理帖』
| 放送回 | 放送日         | サブタイトル       | 演出     | 澪の献立帖                |
| ------ | -------------- | ------------------ | -------- | ------------------------- |
| 第一回 | 2017年05月13日 | はてなの飯         | 柴田岳志 | その一 はてなの飯         |
| 第二回 | 05月20日       | とろとろ茶碗蒸し   | 柴田岳志 | その二 とろとろ茶碗蒸し   |
| 第三回 | 06月03日       | 三つ葉尽くし       | 柴田岳志 | その三 三つ葉のおひたし   |
| 第四回 | 06月10日       | ほろにが蕗ご飯     | 柴田岳志 | その四 ほろにが蕗ご飯     |
| 第五回 | 06月17日       | ひとくち宝珠       | 佐藤峰世 | その五 ひとくち宝珠       |
| 第六回 | 06月24日       | 「う」尽くし       | 佐藤峰世 | その六 卯の花和え         |
| 第七回 | 07月01日       | ふっくら鱧の葛叩き | 柴田岳志 | その七 ふっくら鯛の葛叩き |
| 最終回 | 07月08日       | 寒鰆の昆布締め     | 柴田岳志 | その八 寒鰆の昆布締め     |

『みをつくし料理帖』総集編
| 放送回 | 放送日         | 放送時間    | 本編回          |
| ------ | -------------- | ----------- | --------------- |
| 前編   | 2017年12月31日 | 8:00 - 8:59 | 第一回 - 第四回 |
| 後編   | 2017年12月31日 | 9:00 - 9:59 | 第四回 - 最終回 |

土曜ドラマ『みをつくし料理帖スペシャル』
| 放送回 | 放送日         | サブタイトル           | 演出     |
| ------ | -------------- | ---------------------- | -------- |
| 前編   | 2019年12月14日 | 心星（しんぼし）ひとつ | 柴田岳志 |
| 後編   | 12月21日       | 桜の宴（うたげ）       | 柴田岳志 |

### 関連番組
- 土曜時代ドラマ「みをつくし料理帖」の魅力に迫る
初回放送 - 2017年3月30日 2:50 - 3:00
出演 - 柳原尚之、木村祐一、堀口茉純
語り - 織田優成
- お江戸の味を食べつくし!土曜時代ドラマ「みをつくし料理帖」を100倍楽しむ方法
初回放送 - 2017年5月5日 9:20 - 9:50
出演 - 木村祐一、柳家花緑、佐藤めぐみ、ホラン千秋
- 澪の献立帖スペシャル～みをつくし料理帖レシピ集
初回放送 - 2017年6月17日 16:00-16:08
出演 - 黒木華
第4回までのあらすじを紹介しつつ、これまでに放送された「澪の献立帖」で登場したメニューの作り方をもう一度再構成して放送。

### 関連商品

#### CD
- 清水靖晃 NHK 土曜時代ドラマ 「みをつくし料理帖」 オリジナル・サウンドトラック（2017年8月23日発売、スザクミュージック、NGCS-1079）

#### DVD
- みをつくし料理帖 DVD-BOX（2017年11月15日発売、ポニーキャニオン、PCBE-63696）[27]

| NHK総合 土曜時代ドラマ                                                                            | NHK総合 土曜時代ドラマ                                                                 | NHK総合 土曜時代ドラマ                               |
| 前番組                                                                                            | 番組名                                                                                 | 次番組                                               |
| ------------------------------------------------------------------------------------------------- | -------------------------------------------------------------------------------------- | ---------------------------------------------------- |
| 忠臣蔵の恋 〜四十八人目の忠臣〜 （2016.9.24 - 2017.2.25） 【ここまで土曜時代劇枠】                | みをつくし料理帖 （2017.5.13 - 7.8） 【ここから土曜時代ドラマ枠】                      | 悦ちゃん 〜昭和駄目パパ恋物語〜 （2017.7.15 - 9.16） |
| NHK総合 土曜18:05 - 18:10枠                                                                       |                                                                                        |                                                      |
| NHKニュース ※18:00 - 18:10 【5分縮小して継続】                                                    | みをつくし料理帖 （2017.5.13 - 7.8） 【ここから土曜時代ドラマ枠】 または 歌う!SHOW学校 | 悦ちゃん 〜昭和駄目パパ恋物語〜 （2017.7.15 - 9.16） |
| NHK総合 土曜18:10 - 18:43枠                                                                       |                                                                                        |                                                      |
| 忠臣蔵の恋 〜四十八人目の忠臣〜 （2016.9.24 - 2017.2.25） ※18:10 - 18:45 【ここまで土曜時代劇枠】 | みをつくし料理帖 （2017.5.13 - 7.8） 【ここから土曜時代ドラマ枠】                      | 悦ちゃん 〜昭和駄目パパ恋物語〜 （2017.7.15 - 9.16） |
| NHK総合 土曜ドラマ                                                                                |                                                                                        |                                                      |
| 少年寅次郎 （2019年10月19日 - 11月16日)                                                           | みをつくし料理帖スペシャル （2019年12月14日 - 12月21日)                                | 心の傷を癒すということ （2020年1月18日 - 2月8日）    |

## 映画
角川春樹の最後の監督作品として映画化され、2020年10月16日に公開された。主演は松本穂香。主題歌の作詞・作曲は松任谷由実が担当。

### 製作
映画化の企画は2016年に松竹に持ち込まれたが、2年経っても結論が出ず、角川春樹が「待たせるだけじゃなく、本音を言ってください」と質すと、角川と確執のある弟の角川歴彦が取締役会長を務めるKADOKAWAの『Fukushima 50』を捻じ込んで映画化したため、松竹での映画化は破談ととなる。角川は企画を東映に持ち込んだが、映画『流れ板七人』の大失敗で父の岡田茂の逆鱗に触れた経験を持つ会長の岡田裕介は「料理は食べるもので撮るもんじゃない。”料理もの”には手を出すな」という家訓を語って難色を示した。その後、2018年に大阪で行われた高田郁の作家生活10周年記念パーティで、角川が映画化を宣言した。
角川春樹事務所として約10年ぶりに製作する作品で、角川は当初プロデューサーとして関わる予定だったが、角川の原作への思い入れを熟知した妻からの「製作だけならばやるべきではない。監督・角川春樹の最後の監督作になって初めて伝わる想いがあるはず」との進言や70歳で誕生した息子の存在に背を押され、自身最後の監督作品としてメガホンをとることとなった。
角川は、東映のプロデューサーだった遠藤茂行に相談し、遠藤が岡田裕介を説得して東映は配給のみ手掛けることで、企画がようやく動き出したという。角川春樹事務所が幹事となって製作委員会を作り、28社が出資を行った。映画と連動して「高田郁フェア」を各社でやることになり、作品を出している全ての出版社が参加した。読者層30代から40代の女性を想定して、SNSや新聞雑誌でなく、テレビによる宣伝に注力し、読売テレビ、KBC九州朝日放送、名古屋テレビ、RCC中国放送、東日本放送を製作委員会へ参加させた。
原作者の高田はNHK版の配役や脚本を気に入り、映画版での続投を要望したが、黒木華は舞台出演の都合でスケジュールが確保できず、脚本家の藤本有紀には断られたため、仕切り直しが行われた。脚本には角川自身も加わり、ハコ書きの段階で撮影担当の北信康を呼んで撮り方まで決めて行った。
主演の澪役には、テレビドラマ『この世界の片隅に』で見せた演技や『世界ウルルン滞在記』での自然体の姿が評価されて、松本穂香が起用された。幼なじみの野江役には角川自身が製作を手掛けた『男たちの大和/YAMATO』の蒼井優と共通するものを感じたという奈緒を、又次役には中村獅童を起用している。角川の「最後の監督作品」と銘打ち、石坂浩二、若村麻由美といった角川映画のスターたちや、「角川三人娘」として原田知世とともに1980年代の角川映画を牽引した薬師丸ひろ子、渡辺典子が出演するなど、現在の邦画界におけるオールスターキャスト映画となるとしている。原田知世は日本テレビのドラマ『あなたの番です』に出演中であったため、出演できなかった。
撮影は、料理がおいしく映るという理由により、デジタルで行われた。料理は服部栄養専門学校の理事長である服部幸應と『蕎麦の膳 たかさご』の宮澤佳穂が現場で誂えた。包丁も当時使っていたものを大阪の堺で復元させ、神田明神の神職に「火の要慎」の札文字を書いてもらい、吉原の廓言葉の指導に春風亭一朝を起用したり、場面によって江戸風鈴と鉄風鈴を使い分けるなど、時代考証を入念に行った。
役者とロケ地のスケジュールの都合上、撮影日数は21日しか取れなかった。撮影は栃木県の江戸ワンダーランド日光江戸村および東京都内の東宝スタジオにて行われ、2019年8月21日にクランクイン、9月下旬にクランクアップしている。松本は役作りのため服部栄養専門学校に通って料理を習い、自宅でも野菜を切るなどの練習を積んで撮影に臨んだという。
主題歌は松任谷由実が作詞・作曲を、松任谷正隆が編曲を手掛け、角川監督作品の主題歌を夫妻で担当するのは1997年公開の『時をかける少女』以来23年ぶりとなる。角川の強い希望で編曲を引き受けた正隆は、本作が「角川映画の集大成」であるなら「これは僕の音楽の集大成、と言っておこうかな」として本曲の制作に臨んだ。

### 封切り
全国311館で公開され、2020年10月17日・18日の全国週末興行成績（興行通信社）では初登場8位（観客動員）となった。2億円の宣伝費をかけてプロモーションが行われたが、新型コロナウィルスの蔓延の中、爆発的なヒットを記録した『劇場版 鬼滅の刃 無限列車編』に、当時「感染源」とマスコミに揶揄された10代から20代の観客が映画館に押し寄せたため、本作が想定した30代から40代の女性客層が感染を恐れて足を運ばなかった。結局、配給収入は2億5000万円に留まった。

### キャスト（映画）
- 澪：松本穂香
- 野江（あさひ太夫）：奈緒
- 芳（ご寮さん）：若村麻由美[37]
- おりょう：浅野温子[37]
- 小松原（小野寺数馬）：窪塚洋介[37]
- 永田源斉：小関裕太[44]
- 清右衛門：藤井隆[37]
- 清八：野村宏伸[45]
- 菊乃：衛藤美彩[46]
- お満：渡辺典子[47]
- 卯吉：村上淳[45]
- 伝右衛門：永島敏行[48]
- 松山ケンイチ
- 水原東西：反町隆史[49]
- 駒沢弥三郎：榎木孝明[48]
- 采女宗馬：鹿賀丈史[48]
- お百：薬師丸ひろ子[47]
- 種市：石坂浩二（特別出演）[37]
- 又次：中村獅童

### スタッフ（映画）
- 原作：髙田郁『みをつくし料理帖』（角川春樹事務所）
- 製作・監督：角川春樹
- 主題歌：手嶌葵「散りてなお」（作詞・作曲：松任谷由実、編曲：松任谷正隆 / ビクターエンタテインメント）[40][41]
- 脚本：江良至、松井香奈、角川春樹
- 制作統括：遠藤茂行
- プロデュース：海老原実、飯田雅裕
- プロデューサー：前田茂司
- 料理監修：服部幸應
- 音楽：松任谷正隆
- 撮影：北信康（J.S.C.）
- 照明：渡部嘉
- 美術：清水剛
- 録音：小林圭一
- 装飾：うてなまさたか、渡辺伸明
- 編集：太田義則
- 衣裳：大塚満
- ヘアメイク：石部順子
- 結髪：荒井孝治、丹羽峯子
- キャスティングプロデューサー：山口正志
- ラインプロデューサー：青木智紀
- 監督補：久保田博紀
- 制作担当：吉岡佑輔
- 配給：東映
- 宣伝：MUSA、ブラウニー
- 制作プロダクション：楽映舎
- 製作：映画「みをつくし料理帖」製作委員会（角川春樹事務所、朝日新聞社、UNITED PRODUCTIONS、キッコーマン、トーハン、日本出版販売、読売テレビ放送、中央精版印刷、ゲオホールディングス、楽映舎、サイゾー、凸版印刷、ハピネット、クオラス、井村屋グループ、九州朝日放送、メ〜テレ、イオンエンターテイメント、集英社クリエイティブ、双葉社、NEXTEP、GYAO、報知新聞社、カルチュア・エンタテインメント、秋田書店、中国放送、楽天ブックスネットワーク、髙田郁事務所、東日本放送）